# Igrejinha

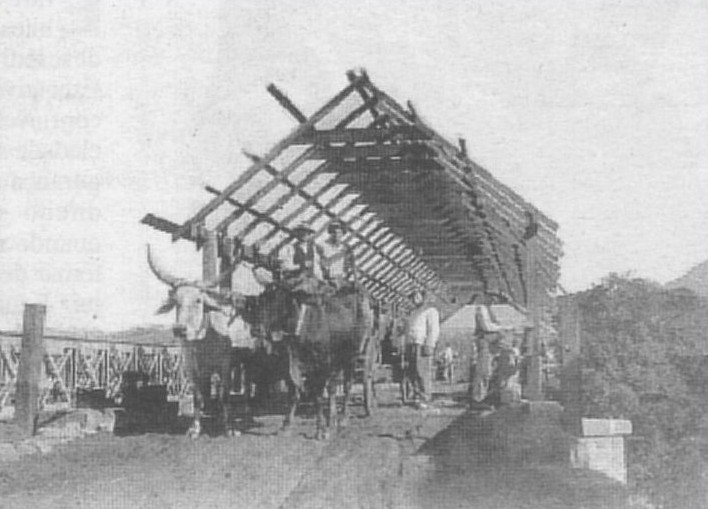
Construção da ponte coberta sobre o Rio Paranhana

Igrejinha é um município brasileiro da Região Metropolitana de Porto Alegre, no estado do Rio Grande do Sul. Está localizado no Vale do Paranhana, a uma latitude 29º34'28" sul e a uma longitude 50º47'25" oeste, a uma altitude média de 18 metros.
Colonizado por imigrantes alemães durante o século XIX, ainda hoje possui população predominantemente de origem alemã. O nome do município se deve a uma pequena igreja construída pelos imigrantes em 1863. Para celebrar as tradições de seus antepassados a cidade criou a Oktoberfest de Igrejinha.
É um município que conta com as águas do rio Paranhana. Seu principal acesso é pela estrada RS-115, embora também seja atendido pela RS-020. A cidade é uma das maiores produtoras de calçados femininos do Brasil e também a 33ª cidade a ingressar na Região Metropolitana de Porto Alegre, conforme a Lei nº 13.853 de 22 de dezembro de 2011.

## História

### Colonização
A história de Igrejinha inicia muito antes de sua emancipação, ocorrida em 1964; ela remonta ao ano de 1814, quando foi concedida a Antônio Borges de Almeida Leães uma sesmaria que compreendia os atuais territórios de Taquara, de Igrejinha e de Três Coroas. Em 1845, Tristão José Monteiro adquiriu a sesmaria e criou a Colônia de Santa Maria do Mundo Novo. A partir de 1846 muitos imigrantes alemães vindos do vale dos Sinos, especialmente de São Leopoldo e de Dois Irmãos, e alguns diretamente da Alemanha, fixaram-se nesta colônia e aos poucos espalharam-se, principalmente pelas margens do rio Santa Maria, hoje chamado de rio Paranhana.
A colônia dividia-se em três seções: Baixa Santa Maria – hoje Taquara, Média Santa Maria – hoje Igrejinha e Alta Santa Maria – hoje Três Coroas. Foi na Média Santa Maria, que Tristão Monteiro construiu a primeira casa de alvenaria do vale, a chamada "Casa de Pedra". Esta casa foi construída para instalar a capatazia e o armazém de abastecimento dos primeiros colonos e do pessoal que procedia a medição das terras do vale.
Nesta época ocorreram diversos e sangrentos conflitos entre imigrantes e índios, acarretando na completa exterminação dos caingangues na região. O conflito mais conhecido é chamado de Tragédia da família Watenpuhl, onde os índios atacaram a fazenda da família, mataram os homens e sequestraram as mulheres. Este sequestro somente terminou através de uma operação do Exército Imperial Brasileiro.

### Origem do nome

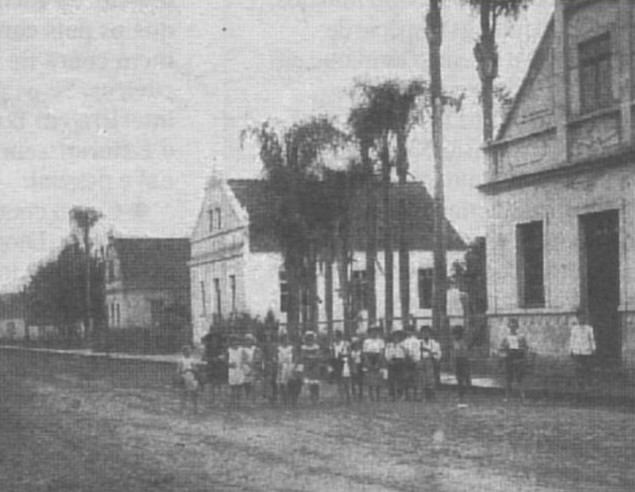
Igrejinha em 1930

Construída de madeira pelos próprios moradores, a primeira igreja existente em toda região foi inaugurada em 1863. Ela está localizada próxima às margens do rio Paranhana, de fronte ao local onde hoje está construída a igreja evangélica Gabriel de Igrejinha.
A antiga picada Porto Alegre – São Francisco de Paula (atual RS-020), era rota dos tropeiros de gado que seguiam para São Paulo ou, desciam para Porto Alegre. Desta estrada, que passa sobre regiões montanhosas de Igrejinha, era possível visualizar a pequena igreja. Logo estes viajantes começaram a utilizar a construção como ponto de referência. Foram os tropeiros que começaram a chamar de Igrejinha a localidade até então conhecida por Média Santa Maria, exclamando a cada vez que a avistavam: - Lá esta a igrejinha!

### Progresso econômico
Em meados de 1904 a população reuniu-se e construiu a primeira ponte de Igrejinha sobre o rio Paranhana. Em 1912 o comerciante João Kichler construiu uma barragem e um moinho de água no rio para descascar arroz. No moinho instalou uma turbina geradora de energia elétrica, o que possibilitou a instalação de uma rede elétrica para cada lado do rio, fornecendo eletricidade para os domicílios de toda a localidade. Igrejinha foi a pioneira em iluminação elétrica domiciliar em toda a região.
No ano de 1913, foi construído o ramal Taquara-Canela da rede ferroviária da Viação Férrea do Rio Grande do Sul. Os trilhos acompanhavam o curso do rio. Graças à construção da malha ferroviária, a localidade de Igrejinha teve seu nome oficializado. Igrejinha recebeu uma estação ferroviária (localizada onde hoje está o cruzamento da Avenida Castelo Branco com a Rua João Correa) e uma ponte. O tráfego ferroviário deu um grande impulso ao progresso da localidade, por facilitar o escoamento da produção.[carece de fontes?]
Por volta de 1930 foi iniciada a primeira empresa que fabricava calçados e artefatos de couro. A partir de então e até 1955 houve um verdadeiro surto de empresas neste ramo.[carece de fontes?]

### Emancipação política

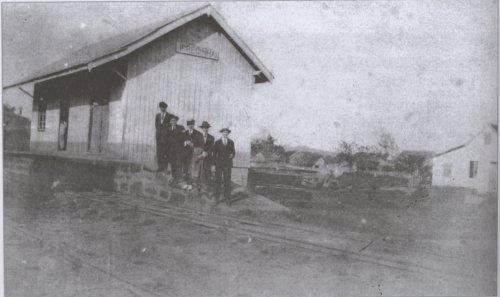
Estação férrea de Igrejinha em 1922

Pelo Ato Municipal nº 1, de 1 de janeiro de 1935, Igrejinha foi transformada em 8º distrito do município de Taquara.[carece de fontes?]
Graças ao esforço de muitos industriários e comerciantes igrejinhenses, em 1 de junho de 1964 o então governador do estado, senhor Ildo Meneghetti, assinou a Lei nº 4.733, transformando Igrejinha em município, emancipado de Taquara. O município foi oficialmente instalado em 9 de fevereiro de 1965, tendo como prefeito o senhor João Darcy Rheinheimer e compondo a câmara municipal os senhores: Paulo Arthur Maria Spohr, Hugo Sperb, Selson Flesch, Pedro Ivan Sparrenberger, Edgar Willy Wolf, Acy Fetter e Carlito Kullmann.[carece de fontes?]
Passados mais de 160 anos após a chegada dos primeiros imigrantes alemães à Igrejinha, a cidade, ainda hoje possui população predominantemente de origem alemã e é uma das maiores produtoras de calçados femininos do Brasil. A herança germânica, misturada às dificuldades da colonização da região, deu ao município as feições atuais.

## Geografia
A geografia de Igrejinha é bastante variada, apesar de ser um município relativamente pequeno, conta com um relevo bastante acentuado e uma vegetação variada. A área do município é de 136,82 km², representando 0,0509% do território gaúcho, 0,0243% da área da região Sul do Brasil e 0,0016% de todo o território brasileiro. Está a 82 quilômetros de Porto Alegre por via asfáltica, e 66,34 quilômetros em linha reta. Localizada na Encosta Inferior do Nordeste, no Rio Grande do Sul, faz divisa com Três Coroas (ao norte), Taquara (a sudeste), Parobé (ao sul), Nova Hartz (a sudoeste) e Santa Maria do Herval (a oeste).

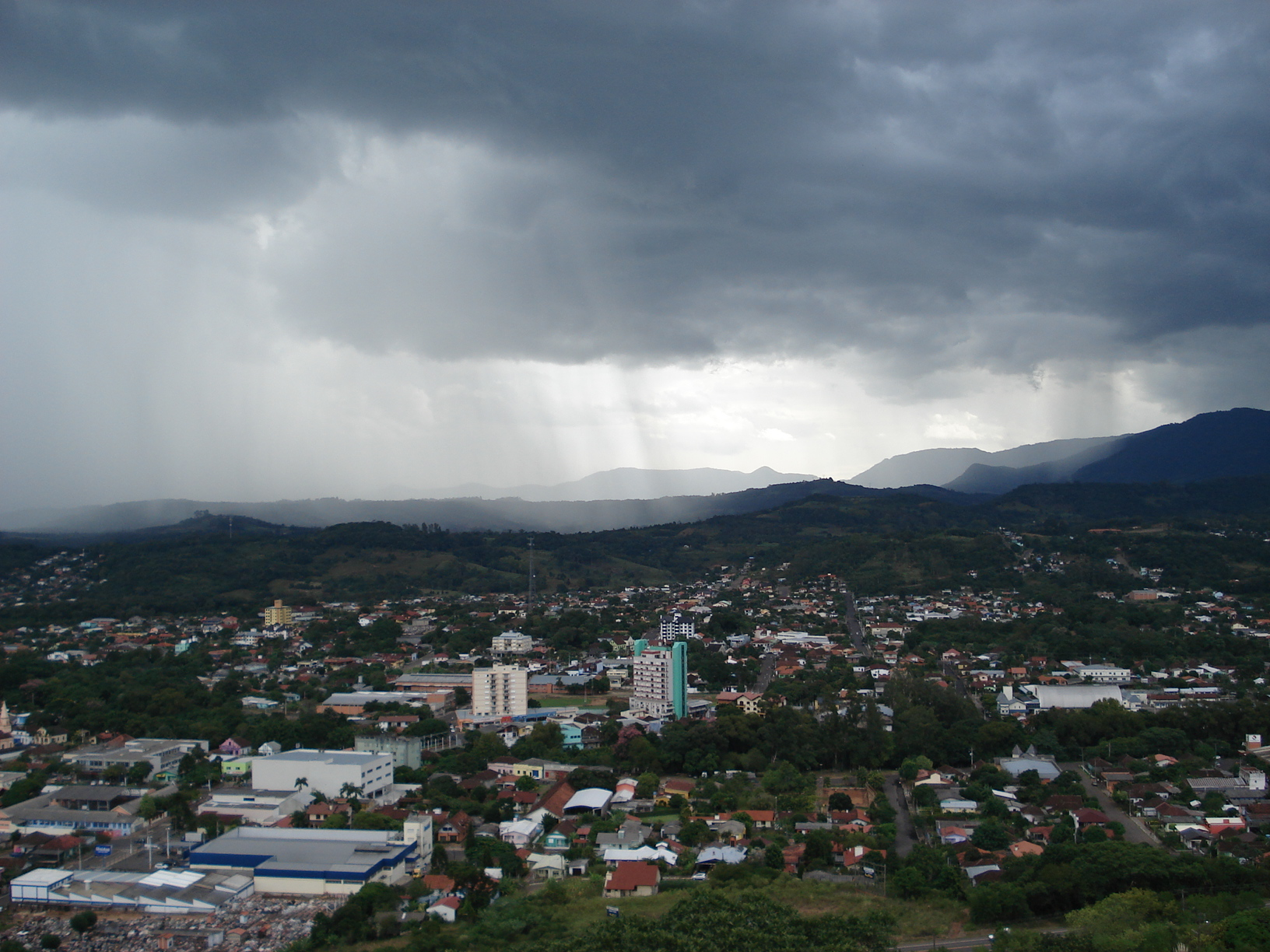
Vista de Igrejinha em um dia chuvoso

Igrejinha está localizada na região fisiográfica Encosta Inferior do Nordeste do Rio Grande do Sul, mais precisamente no Vale do Rio Paranhana. A área urbana do município situa-se em baixa altitude, com média de 18 metros acima do nível do mar. O interior do município tem um relevo bastante acidentado tendo seu ponto mais alto a 773 metros de altitude no Morro dos Alpes em Serra Grande.
A vegetação típica de Igrejinha é a mata atlântica, entretanto, nos locais mais elevados, encontramos também a vegetação típica das regiões serranas do sul: as florestas de araucárias. Na beira do rio Paranhana, e dos arroios há uma arborização bastante densa, servindo de mata ciliar. Encontramos também algumas áreas alagadiças nas áreas mais baixas do município.
O município de Igrejinha pertence a zona climática designada pela letra C, no limite dos tipos climáticos Cfa e Cfb, segundo a Classificação climática de Köppen-Geiger. Tais tipos climáticos se caracterizam por serem um clima subtropical úmido quente (Cfa) e clima subtropical úmido temperado (Cfb). A temperatura média gira em torno dos 19 °C, com índice pluviométrico de aproximadamente 1 530 milímetros anuais, regularmente distribuídos ao longo ano, sem a existência de uma estação seca.
| Dados climatológicos para Igrejinha | Dados climatológicos para Igrejinha | Dados climatológicos para Igrejinha | Dados climatológicos para Igrejinha | Dados climatológicos para Igrejinha | Dados climatológicos para Igrejinha | Dados climatológicos para Igrejinha | Dados climatológicos para Igrejinha | Dados climatológicos para Igrejinha | Dados climatológicos para Igrejinha | Dados climatológicos para Igrejinha | Dados climatológicos para Igrejinha | Dados climatológicos para Igrejinha | Dados climatológicos para Igrejinha |
| Mês                                 | Jan                                 | Fev                                 | Mar                                 | Abr                                 | Mai                                 | Jun                                 | Jul                                 | Ago                                 | Set                                 | Out                                 | Nov                                 | Dez                                 | Ano                                 |
| ----------------------------------- | ----------------------------------- | ----------------------------------- | ----------------------------------- | ----------------------------------- | ----------------------------------- | ----------------------------------- | ----------------------------------- | ----------------------------------- | ----------------------------------- | ----------------------------------- | ----------------------------------- | ----------------------------------- | ----------------------------------- |
| Temperatura máxima média (°C)       | 28,7                                | 28,1                                | 26,6                                | 23,7                                | 21,1                                | 19,4                                | 19,4                                | 20,4                                | 21,6                                | 23,7                                | 26                                  | 26,6                                | 23,8                                |
| Temperatura média (°C)              | 24,2                                | 23,7                                | 22,2                                | 19,2                                | 16,7                                | 15                                  | 14,9                                | 15,9                                | 17,3                                | 19,2                                | 21,3                                | 21,9                                | 19,3                                |
| Temperatura mínima média (°C)       | 19,7                                | 19,4                                | 17,9                                | 14,8                                | 12,3                                | 10,6                                | 10,4                                | 11,4                                | 13                                  | 14,8                                | 16,6                                | 17,3                                | 14,8                                |
| Precipitação (mm)                   | 136                                 | 129                                 | 128                                 | 118                                 | 112                                 | 138                                 | 124                                 | 129                                 | 150                                 | 134                                 | 108                                 | 120                                 | 1 526                               |
| Fonte: Climate-Data.org             |                                     |                                     |                                     |                                     |                                     |                                     |                                     |                                     |                                     |                                     |                                     |                                     |                                     |

### Hidrografia

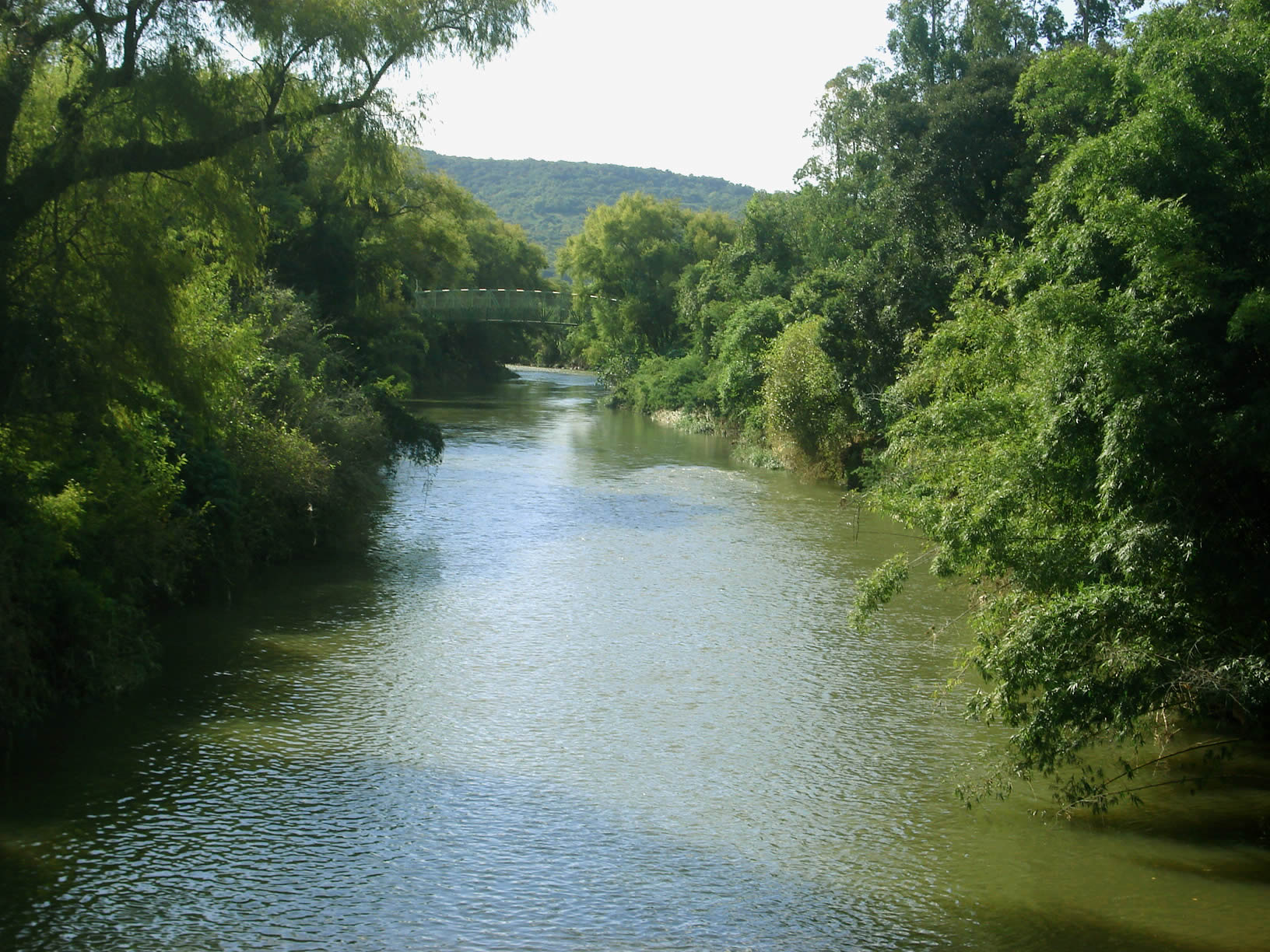
Vista do rio Paranhana em Igrejinha

A cidade é cortada pelo rio Paranhana e por vários riachos e nascentes. Igrejinha possui diversas cascatas, localizadas na zona rural. Muitas destas cascatas são atrativos turísticos, como a Cascata de Solitária e a Cascata dos Italianos. O município também conta com diversos lagos artificiais, utilizados para a irrigação das lavouras e como locais para pesca.
O Paranhana tem nascente na Serra da Canastra na divisa dos municípios de Canela e de São Francisco de Paula. Totalizando 80,6 quilômetros de extensão, banha outros municípios do vale como Três Coroas, Taquara e Parobé. O Paranhana é um afluente do rio dos Sinos, o qual deságua no delta do Jacuí, seguindo pelo lago Guaíba, lagoa dos Patos e daí para o oceano Atlântico. Sua confluência com o Rio dos Sinos se localiza na divisa entre os municípios de Parobé e Taquara no Balneário João Martins Nunes. Suas águas correm no sentido de norte para sul. Os afluentes da margem esquerda do Rio Paranhana em Igrejinha são os arroios Kampf, Ludovico, Koetz e Além. Na margem direita são afluentes os arroios Ceroula, Canto dos Renck, Voluntária, Nicolau, Solitária e Sanga Funda.[carece de fontes?]
Existem ainda, cursos d'água contribuintes de outras bacias hidrográficas como o Arroio Cadeia, que tem nascente em Serra Grande e é o principal afluente do rio Cadeia de Santa Maria do Herval, e o Arroio Vicki, que nasce na localidade de Linha Caloni e deságua no rio da Ilha em Taquara.

## Economia
Como em toda a região do vale do Rio dos Sinos, a cidade tem uma economia principalmente voltada à produção do calçado; mas conta também com um forte setor de serviços e comércio. Segundo o IBGE, existiam no município, em 2012, 1.844 empresas atuantes. A força de trabalho formal em Igrejinha era de 10.573 pessoas em 2000, sendo 7.811 na indústria, 2.200 no setor de serviços e 562 no comércio.
O produto interno bruto igrejinhense foi de R$ 867.611.000,00 em 2011, gerando uma média per capita de R$ 27.082,38. Destes R$ 3.935.000,00 provém da agropecuária; R$ 388.473.000,00 é acrescentado pela indústria, R$ 343.527.000,00 é adicionado pelos serviços e R$ 131.677.000,00 provém de impostos.
| Agricultura       | 0,93 %  |
| Indústria         | 50,47 % |
| Comércio/Serviços | 48,61 % |

### Agricultura
| Produto                                                                       | Produção       |
| ----------------------------------------------------------------------------- | -------------- |
| Mandioca                                                                      | 1800 toneladas |
| Batata inglesa                                                                | 838 toneladas  |
| Milho                                                                         | 720 toneladas  |
| Cana-de-açúcar                                                                | 500 toneladas  |
| Laranja                                                                       | 280 toneladas  |
| Batata-doce                                                                   | 190 toneladas  |
| Goiaba                                                                        | 120 toneladas  |
| Banana                                                                        | 88 toneladas   |
| Limão                                                                         | 80 toneladas   |
| Tomate                                                                        | 80 toneladas   |
| Bergamota                                                                     | 50 toneladas   |
| Feijão                                                                        | 48 toneladas   |
| Uva                                                                           | 40 toneladas   |
| Principais produtos agrícolas e frutíferos de Igrejinha, segundo IBGE em 2006 |                |

Dentre os três setores da economia, o de agricultura e pecuária é o que representa menor valor agregado ao PIB. Mesmo assim, o município tem uma produção considerável, principalmente de hortifrutigranjeiros. Principal produto agrícola de Igrejinha, a mandioca foi plantada, em 2006, em 180 hectares, sendo colhidas 1.800 toneladas, gerando um incremento de R$ 1.585.000,00 ao produto interno bruto de Igrejinha. Outros produtos que merecem ser citados são a batata inglesa, com produção de 838 toneladas; o milho, com produção de 720 toneladas; a cana-de-açúcar, com produção de 500 toneladas; a laranja com produção de 280 toneladas; e a batata-doce, com produção de 190 toneladas. Nos últimos anos o governo municipal vêm apoiando a plantação de videiras, o que deverá elevar a produção de uva que atualmente está em 40 toneladas anuais.[carece de fontes?]
Segundo o IBGE em 2008 Igrejinha possuía um rebanho de 5.460 bovinos, 257 suínos, 150 equinos, 140 bubalinos, 117 coelhos, 273 ovinos, 70 caprinos e 8.824 aves. Neste mesmo ano, a cidade produziu 9.041 quilogramas de mel. A produção de leite de vaca ultrapassou os 1.339.000 litros. Foram produzidos 50 mil dúzias de ovos de galinha e 23 mil dúzias de ovos de codornas. Também se produziu 243 quilogramas de lã. A silvicultura do município teve uma produção de 6.458 metros cúbicos de lenha, 43 metros cúbicos de madeira em tora, 50 toneladas de carvão vegetal, 438 toneladas de casca de acácia negra e 11 toneladas de erva-mate.

### Comércio

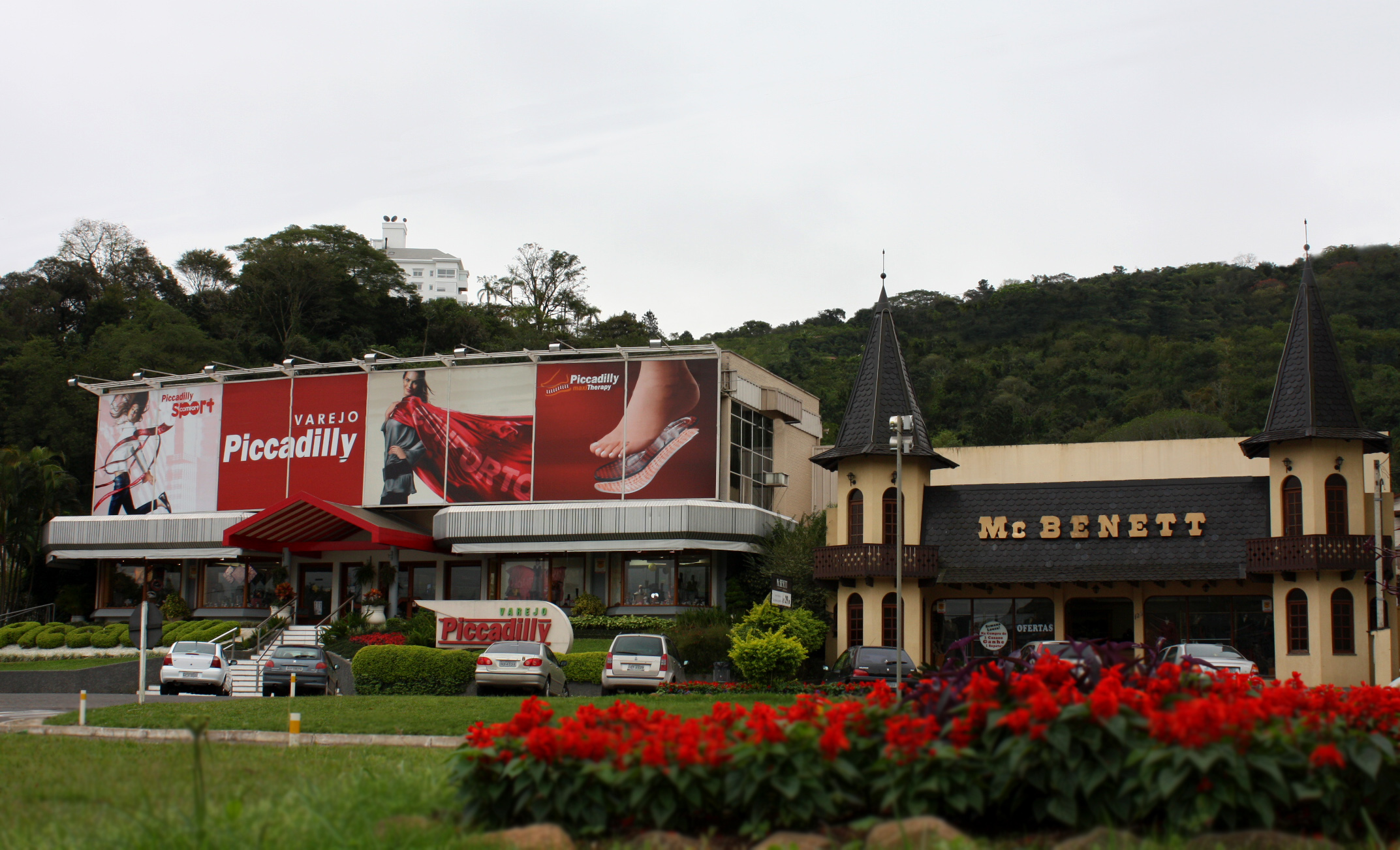
Comércio na RS-115 em Igrejinha.

O município possui um fortíssimo comércio, sendo conhecido estadualmente pelo turismo de compras, proporcionado pela grande quantidade de lojas de calçados e artigos em couro localizadas na rodovia RS-115, principal acesso a Gramado e Canela. Entre as principais lojas estão a Varejo Piccadilly, a Sapatu's, a McBennet, a BannyPel, a Malhas Daiane, entre outras. A cidade também conta com um bom número de lojas de vestuário, materiais de construção, eletrodomésticos, móveis, entre outras, em sua área mais central.

### Indústria
A economia industrial igrejinhense é baseada na produção de calçados femininos. Igrejinha conta com mais de 750 indústrias, de pequeno, médio e grande porte, sendo que a maioria atua no setor calçadista. Estas indústrias produzem 19 milhões de pares de calçados ao ano, o que equivale a mais de 2,5% de todo o calçado fabricado no país, e empregam diretamente mais de 5,5 mil pessoas. Entre as empresas mais conhecidas e fundadas no município estão a Piccadilly e a Beira-Rio/Vizzano.
Desde o início do século, a economia industrial de Igrejinha vêm se diversificando com o fortalecimento do pólo moveleiro do Paranhana e com a instalação da unidade produtiva da Nova Schin, considerada a mais moderna do Grupo Schincariol. Esta última é responsável pela vinda de outros investimentos para a região.[carece de fontes?]

## Política

### Administração
A administração se dá pelo poder executivo, poder legislativo e poder judiciário.[carece de fontes?]
O primeiro representante do poder executivo e prefeito do município foi João Darcy Rheinheimer, eleito logo após a emancipação do município. Em treze mandatos, onze prefeitos passaram pela prefeitura de Igrejinha. Nos últimos anos o cargo foi ocupado por Elir Domingo Girardi, eleito em 2000 e reeleito em 2004 (PTB). Em 2009 assumiu a prefeitura Jackson Fernando Schmidt (PMDB). No ano de 2013 assumiu o Executivo Joel Leandro Wilhelm (Partido Progressista) e se reelegeu no ano de 2016, ficando no poder até o ano de 2020. Em 2021 assume o prefeito Leandro Marciano Horlle (Partido Progressista) e se reelege no ano de 2024.[carece de fontes?]
A câmara de vereadores representa o poder legislativo. Sua bancada é formada por nove vereadores, e está composta da seguinte forma: uma cadeira do Partido dos Trabalhadores (PT); uma cadeira do Partido Socialista Brasileiro (PSB); três cadeiras do Partido do Movimento Democrático Brasileiro (PMDB); uma cadeira do Partido Trabalhista Brasileiro (PTB) e três cadeiras do Partido Progressista (PP).[carece de fontes?]
O Fórum da Comarca é representante do Poder Judiciário Estadual.[carece de fontes?]
Órgãos como o Ministério Público e Defensoria Pública do Estado também contam com representatividade na cidade.[carece de fontes?]
Igrejinha conta ainda com um Cartório Eleitoral (149º Zona Eleitora, que compreende comarca de Igrejinha e Três Coroas).[carece de fontes?]
A população do município em 2013, segundo o IBGE, era composta por 33.711 habitantes, sendo o 64° município mais populoso do estado, apresentando uma densidade populacional de 245,23 habitantes por km². Segundo o censo demográfico de 2000, 50,33% da população são mulheres e 49,67% homens, e 95,38% da população vive na zona urbana e 4,62% vive na zona rural. Segundo o Atlas do Desenvolvimento Humano no Brasil a população de Igrejinha representa 0,26% da população do estado e 0,02% da população do país. Segundo o Instituto Brasileiro de Geografia e Estatística, Igrejinha possuía 20.586 eleitores em 2004.
A renda per capita do município cresceu 83,91% nas últimas duas décadas, passando de R$ 461,22 em 1991 para R$ 615,29 em 2000 e R$ 848,23 em 2010. A taxa média anual de crescimento foi de 33,40% no primeiro período e 37,86% no segundo. No mesmo período a extrema pobreza diminuiu de 3,11% em 1991 para 1,37% em 2000 e para 0,61% em 2010. [carece de fontes?]
Mesmo com o aumento da renda per capita e a diminuição da pobreza, na década de 1990 a desigualdade social aumentou: o coeficiente de Gini, variou de 0,44 para 0,51 no período. Na década de 2000 houve uma redução da desigualdade social, quando o coeficiente de Gini variou de 0,51 em 2000, novamente para 0,44 em 2010.
O Índice de Desenvolvimento Humano Municipal (IDH-M) de Igrejinha é considerado elevado pelo Programa das Nações Unidas para o Desenvolvimento (PNUD), sendo que seu valor era de 0,721 em 2010. O município teve um incremento no seu IDHM de 49,90% nas últimas duas décadas, acima da média de crescimento nacional e estadual. O índice passou de 0,481 em 1991 para 0,603 em 2000, e finalmente para 0,721 em 2010. Considerando apenas a educação o valor do índice é de 0,571, o índice da longevidade é de 0,876 e o de renda é de 0,749.

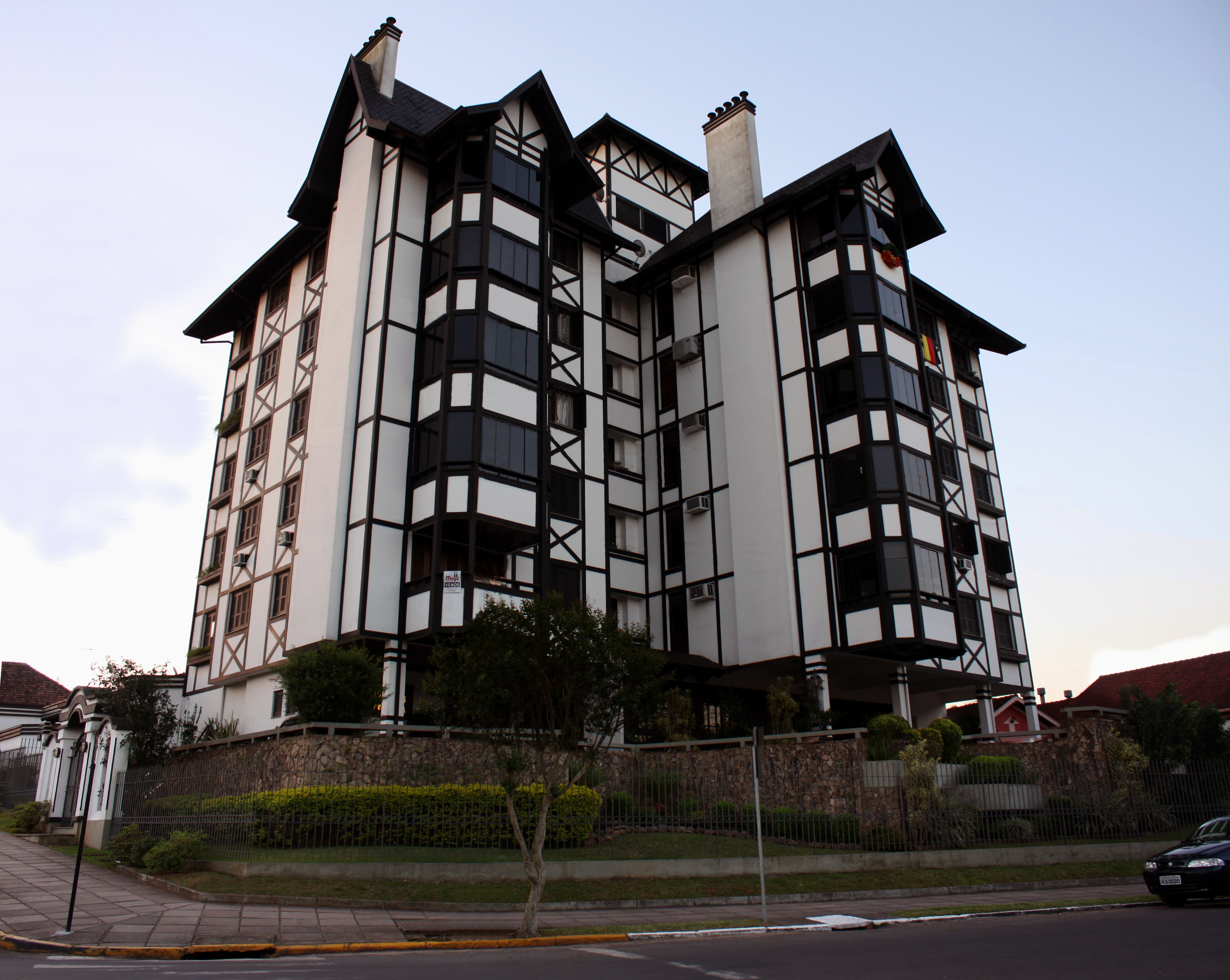
Edifício da cidade de Igrejinha

O Índice de Desenvolvimento Socioeconômico (IDESE) do município é 0,721. O IDESE da educação é de 0,651, o valor do índice para a renda é de 0,726 e o valor para saúde é de 0,786.

### Divisão territorial
A divisão territorial rural é antecessora à criação do município de Igrejinha, sua formação deu-se graças ao povoamento da região de Santa Maria do Mundo Novo (antigo nome do atual território de Igrejinha, Taquara e Três Coroas) em meados do século XVIII. Havia diversas localidades, entre elas a Média Santa Maria, depois chamada de localidade de Igrejinha. Com a emancipação política, ocorrida em 1964, a localidade de Igrejinha tornou-se sede do município.[carece de fontes?]
A divisão territorial urbana foi formalizada através da Lei Municipal nº441 de 1977, que criou os 7 primeiros bairros oficiais da cidade, sendo estes o Centro, 15 de Novembro, Bom Pastor, Figueira, Moinho, Saibreira e Viaduto.[carece de fontes?]
Atualmente, o município de Igrejinha conta com 15 bairros na zona urbana e 11 localidades na zona rural.

### Símbolos oficiais
Brasão

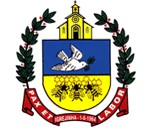
Brasão de Igrejinha

O brasão de Igrejinha é formado por um escudo português cortado, tendo em sua parte superior, sobre fundo azul, uma pomba branca, símbolo da paz, trazendo em seu bico um ramo. Na parte inferior, sobre fundo de ouro, exibindo o trabalho e a riqueza igrejinhense, um favo de mel com abelhas. Nas laterais, ostentando a riqueza agrícola da região, ramos verdes. Sob o brasão, uma faixa vermelha carregando as inscrições pax et labor (que significa, em latim, "paz e trabalho") e Igrejinha 1-6-1964 em letras brancas. Sobre o escudo, em cor ouro, branco e preto, uma igrejinha, representando a religiosidade e o nome do município.
Bandeira

Bandeira de Igrejinha

A bandeira de Igrejinha é composta por um fundo branco, em menção à paz, sobre o qual é visto o brasão do município. Foi formalizado pela Lei Municipal nº 161 de 1964.[carece de fontes?]
Hino
Igrejinha! Igrejinha!
Honra e glória dos filhos teus!
O teu nome está ligado
ao trabalho mais honrado
e à comunhão com Deus! >>>
Trecho do Hino de Igrejinha, com letra de Eldo Ivo Klein
O hino de Igrejinha tem letra escrita por Eldo Ivo Klain e música composta pelo professor igrejinhense Gustavo Adolfo Koetz. Foi formalizado pela Lei Municipal nº 268 de 1964.

### Cidades irmãs
A política das cidades-irmãs procura incentivar o intercâmbio entre cidades que têm algo em comum. A troca de informações e o aumento do comércio entre elas são meios de tornar as cidades-irmãs mais próximas. Com este objetivo o município de Igrejinha firmou em 2013 o acordo de cidade-irmã com Simmern/Hunsrück, localizada no distrito de Rhein-Hunsrück, estado da Renânia-Palatinado, na Alemanha. Foi desta região da Alemanha que partiram a maioria dos imigrantes que colonizaram a região de Igrejinha.

## Infraestrutura

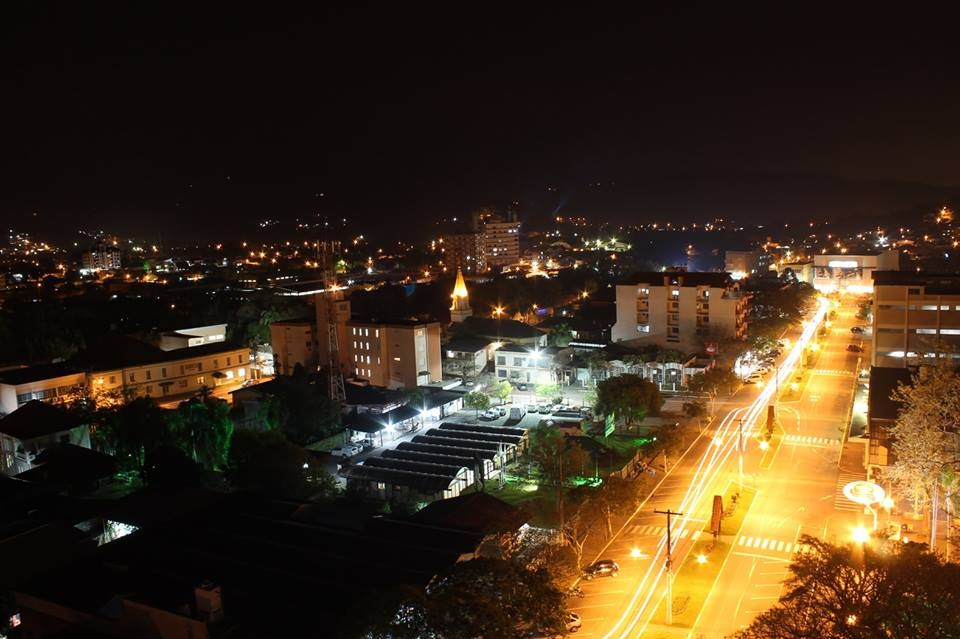
Região central da cidade

Igrejinha possui uma grande rede de infraestrutura. O Gasoduto Bolívia-Brasil cruza o município. A cidade é uma das únicas do estado a possuir um ramal de distribuição de gás natural (gasoduto), com aproximadamente 7 quilômetros de extensão, também possui o único posto com GNV da região. Além disso conta com cinco hotéis, motéis, pousadas e áreas para acampamento. Também existem diversos restaurantes, pizzarias, lanchonetes e choperias.

### Bancos e Cooperativas de Créditos
Igrejinha possui sete Bancos e/ou Cooperativas de Créditos sendo eles: Banco do Brasil, Banco Santander, Banrisul,  Bradesco, Caixa Econômica Federal, Cresol, Sicoob Ecocredi e Sicredi. Todos eles situados em uma das principais vias da Cidade a Avenida Presidente Castelo Branco.[carece de fontes?]

### Educação
O município conta com escolas municipais em todos os bairros, com exceção do bairro Centro que conta com o Instituto Estadual Olívia Lahm Hirt, a maior escola da cidade. No interior, algumas localidades são atendidas por escolas públicas municipais, as crianças das demais localidades são transportadas pela prefeitura até a escola mais próxima. A educação pública municipal de Igrejinha foi premiada pelo Ministério da Educação como um dos dez municípios destaques em 2006.
O Indicador de Desenvolvimento da Educação Básica (Ideb) de Igrejinha vêm evoluindo desde sua criação em 2005, quando era de 4,7 para os anos iniciais do ensino fundamental e 4,1 para os anos finais do ensino fundamental. Em 2007 os mesmos itens evoluíram acima do projetado pelo Ministério da Educação, para 5,0 e 4,3, respectivamente.
Existem 16 escolas de educação infantil, sendo destas 3 escolas públicas estaduais, 10 escolas públicas municipais e 3 escolas particulares. Para ensino fundamental existem 19 unidades escolares, sendo destas 4 escolas públicas estaduais, 13 escolas públicas municipais e 2 escolas particulares. Igrejinha também possui ensino médio que é atendido por 2 escolas públicas estaduais e 1 escola particular. Em 2006 foram realizadas 467 matrículas no ensino pré-escolar, 4.929 matrículas no ensino fundamental e 1.257 matrículas no ensino médio em Igrejinha.
A cidade possui apenas uma instituição de ensino superior a Fatec Dental CEEO, sendo que sua população também é atendida pelas faculdades e universidades da Região Metropolitana de Porto Alegre: IENH, FACCAT, Feevale, Unisinos, Ulbra e UFRGS.[carece de fontes?]
| Pessoas com 10 ou mais anos sem instrução ou com menos de 1 ano de estudo | 4,6 %  |
| Pessoas com 10 ou mais anos de idade com 1 a 3 anos de estudo             | 14,7 % |
| Pessoas com 10 ou mais anos de idade com 4 a 7 anos de estudo             | 55,5 % |
| Pessoas com 10 ou mais anos de idade com 8 a 10 anos de estudo            | 13 %   |
| Pessoas com 10 ou mais anos de idade com 11 a 14 anos de estudo           | 10,5 % |
| Pessoas com 10 ou mais anos de idade com 15 anos ou mais de estudo        | 1,7 %  |

### Saúde
O município possui, entre hospital, postos de saúde e clínicas, 23 estabelecimentos de saúde, sendo que 19 estabelecimentos prestam atendimento através do Sistema Único de Saúde (SUS). A prefeitura municipal mantém 14 postos de saúde localizados em praticamente todos os bairros. A cidade também conta com algumas clínicas e o Hospital Bom Pastor, um hospital filantrópico mantido pela Associação Beneficente de Igrejinha. Este hospital possui 57 leitos de internação através do Sistema Único de Saúde (SUS), convênios e particulares, centro cirúrgico, centro obstétrico e ambulatório. O Hospital Bom Pastor de Igrejinha esteve entre os melhores do estado do Rio Grande do Sul em 2004.[carece de fontes?]
Um levantamento divulgado em junho de 2008 pelo Instituto de Pesquisa Econômica Aplicada (Ipea), diz que a saúde pública oferecida em Igrejinha é a nona melhor de todo o Brasil. No estudo realizado pelo Ipea, três índices registrados entre 1991 e 2000 foram considerados: mortalidade até um ano, óbitos até cinco anos e probabilidade de vida até os 60 anos.
O serviço de atendimento de emergências e remoções é prestado pelos Bombeiros Voluntários de Igrejinha.[carece de fontes?]

### Comunicações
Igrejinha possui muitos meios de comunicações locais, entre eles, destaca-se o Portal da Cidade Igrejinha, que dispõe de uma grande quantidade de informações em um único site, tais como: notícias, guia comercial, agenda de cursos, cobertura de eventos, câmeras ao vivo, classificados de imóveis, veículos, empregos e muito mais, onde abrange a cidade e seus municípios vizinhos. O Jornal NH conta com uma coluna semanal sobre a cidade de Igrejinha. Também estão em circulação no município os jornais Panorama (de Taquara), Correio do Povo, Diário Gaúcho, Jornal do Comércio e Zero Hora. Há duas rádios FM instaladas em Igrejinha, sendo elas a Amizade FM 98,7 MHz e a Mais FM 97,9 MHz.[carece de fontes?]
No município há serviços de internet discada e banda larga (ADSL) sendo oferecidos por diversos provedores de acesso gratuitos e pagos. A Oi é a única empresa que oferece o serviço de telefonia fixa. O serviço telefônico móvel, por telefone celular, é oferecido pela Vivo, Claro e TIM. O código de área (DDD) de Igrejinha é o 51. Igrejinha possui um único Código de Endereçamento Postal (CEP) para toda a cidade: 95650-000.

### Transportes
A cidade está às margens da RS-115, ligando-se a Três Coroas, Gramado e Canela ao norte, e, ao sul, com Taquara, Novo Hamburgo (via RS-239) e Porto Alegre (via RS-020). Também há a RS-020, que liga Igrejinha a São Francisco de Paula e novamente à Taquara e Porto Alegre. Contudo, há outras vias de menor importância e que ligam Igrejinha aos seus vizinhos ou até mesmo a suas localidades distantes da cidade. Também existe um grande número de ruas e avenidas importantes em sua zona urbana. Possui uma malha viária urbana de 130 quilômetros de extensão, sendo que destes, 60 quilômetros são calçados, 32 quilômetros são asfaltados e 38 são vias sem pavimentação.
A frota de veículos do município, tem aumentado rapidamente nos últimos anos, causando transtornos no transito da região central da cidade. Em 2007 a frota da cidade era formada por 7022 automóveis, 345 caminhões, 2934 motocicletas, 99 ônibus, além de alguns tratores. Em 2013 a frota já era de 11.403 automóveis, 441 caminhões, 3.767 motocicletas e 102 ônibus.
O ônibus, através da estação rodoviária de Igrejinha, é o principal meio de transporte para chegada e saída de visitantes à cidade. Atualmente a cidade possui algumas linhas de transporte circular urbano e rural. Igrejinha possuiu uma estação ferroviária, pertencente a ferrovia São Leopoldo - Canela. Esta estação foi construída em 1922 e demolida 1963, quando a ferrovia foi desativada.[carece de fontes?]

### Serviços
O serviço de abastecimento de água é prestado pela Companhia Riograndense de Saneamento, através de 80 quilômetros de tubulações. Igrejinha não possui estação de tratamento de água própria, portanto a água consumida é proveniente do rio Paranhana em Três Coroas e do rio dos Sinos em Parobé. O serviço de recolhimento de esgotos pluviais é realizado pela prefeitura. A cidade não possui recolhimento de esgotos cloacais.[carece de fontes?]
No município, assim como em toda a região, o serviço de abastecimento de energia elétrica é feito pela RGE. O recolhimento de Resíduos sólidos é realizado pela prefeitura municipal através de uma empresa terceirizada, que transporta toda a produção para o aterro sanitário localizado no bairro Garibaldi.[carece de fontes?]
A cidade possui uma delegacia de polícia, localizada no bairro Bom Pastor, com um contingente de seis investigadores e um delegado, e um quartel do 1º Batalhão de Policiamento em Áreas Turísticas da Brigada Militar, localizada no bairro Centro, com um contingente de 31 soldados. A Brigada Militar de Igrejinha é muito bem equipada graças ao apoio da comunidade através do Conselho Comunitário Pró-Segurança Pública (Consepro) e da Associação de Amigos da Oktoberfest de Igrejinha (Amifest). Estas duas entidades doam anualmente veículos e materiais para a corporação.[carece de fontes?] Há também um Corpo de Bombeiros Voluntários, localizado no bairro Centro, com a participação de dezenas de voluntários. Este Corpo está equipado com um caminhão-tanque, um veículo de transporte e uma ambulância doada pela Oktoberfest de Igrejinha em 2007. Além deste, ainda existe um quartel regional do Corpo de Bombeiros da Brigada Militar, localizado às margens da RS-115, no limite com Taquara. Esta corporação está equipada com dois caminhões-tanques e um caminhão com escada magirus.

## Cultura

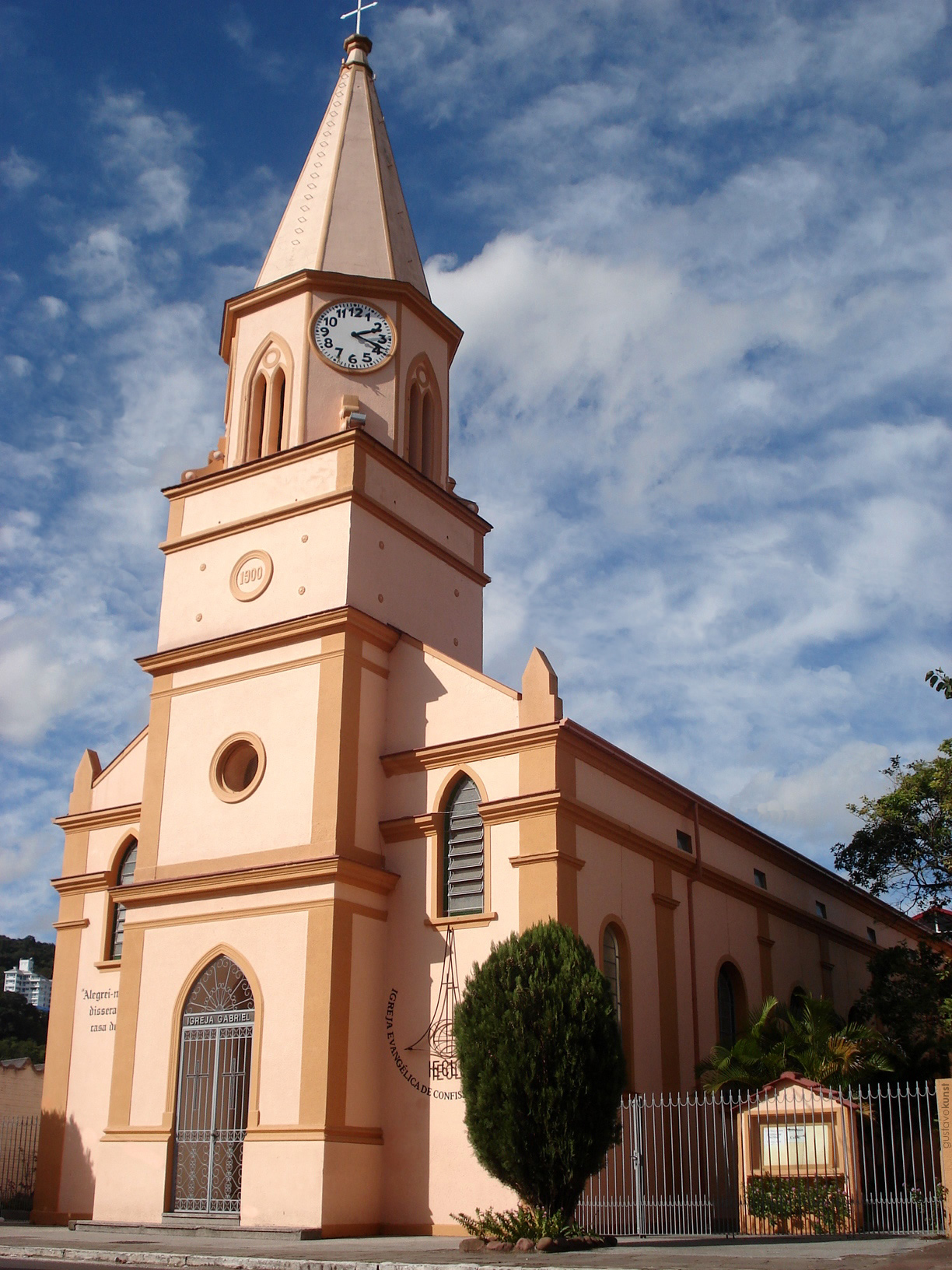
Igreja Gabriel em Igrejinha

A cultura da cidade é fortemente influenciada pela cultura germânica, trazida e cultivada pelos imigrantes alemães que colonizaram a região. Demonstrações da cultura alemã podem ser vistas na arquitetura enxaimel, nas diversas sociedades de canto, nas festas, nos grupos de danças e nos Ternos de Atiradores. O dialeto Riograndenser Hunsrückisch, do alemão, ainda hoje é falado por um número considerável de pessoas, principalmente entre os moradores mais antigos.[carece de fontes?]
Para cultivar a cultura da do município foi criada através da Lei Municipal 971 de 1987 a Fundação Cultural. Esta instituição, mantida pela Prefeitura, mantém a Biblioteca Pública Municipal - com mais de 22 milhares de obras, a discoteca Elis Regina - com um acervo de milhares de discos de vinil, o Coral Municipal, o Museu Professor Gustavo Koetz, uma galeria de arte com obras de artistas locais, e os grupo de danças folclóricas alemãs Kirchleinburg e ACF Wiedergeburt. Ainda existem diversos outros grupos de danças ligados a outras entidades culturais ou às escolas.[carece de fontes?]

### Língua regional
Assim como em muitos municípios do estado do Rio Grande do Sul a língua alemã em sua variante riograndense faz parte intrínseca da própria história de Igrejinha, desde sua fundação. O dialeto falado na região é o  Hunsrückisch, uma variante do dialeto prevalente na região do Hunsrück, sudoeste da Alemanha. (Nota: Termos-chave de linguística para consulta são: Rheinfränkisch ou franco-renano e Westmitteldeutsch ou Alemão médio-ocidental). O alemão-riograndense faz parte do grupo de dialetos pertencentes ao tronco linguístico frâncico (i.e. Alemão da pensilvânia, Luxemburguês, de:Lothringisch (Fränkisch) (em francês: le francique lorrain), etc.); vale frisar que para falantes nativos estas línguas possuem um alto grau de inteligibilidade.[carece de fontes?]
Em 2012 a Câmara de Deputados do Rio Grande do Sul aprovou em voto unânime o reconhecimento oficial do dialeto alemão-riograndense como parte integral do patrimônio cultural do estado.

### Religião
A religião está fortemente ligada à cultura do município. Os moradores da localidade construíram em 1863 em forma de mutirão a primeira igreja da região. Esta igreja deu nome ao município. Diversas comemorações religiosas ocorrem na cidade. O principal evento cultural religioso da cidade é a procissão de Sexta-Feira Santa, uma caminhada de cerca de 7 quilômetros até o Morro da Cruz, onde é encenada a crucificação de Cristo.

### Arquitetura
Os imigrantes alemães trouxeram consigo a tradição arquitetônica. Diversas casas em estilo enxaimel podem ser observadas ao se percorrer as estradas da zona rural do município. Na cidade encontramos alguns exemplares da reinterpretação do estilo, como o edifício Heidelberg e a Vila Germânica do Parque da Oktoberfest. Na zona urbana o estilo adotado pelos imigrantes foi o eclético. Atualmente a maior concentração de obras neste estilo está nas ruas Independência e Sete de Julho.[carece de fontes?]
A Igreja Gabriel também é um marco da cultura do município. Construída em 1900 em frente à antiga igreja que dera o nome à cidade, o templo, pertencente a Igreja Evangélica de Confissão Luterana no Brasil, possui uma torre com relógios e grandes vitrais em seu altar.[carece de fontes?]

### Festas
A cultura alemã está presente em diversas festividades da cidade como nos bailes de Kerb,[carece de fontes?] uma espécie de quermesse para homenagear os antepassados; nos Bailes do Chope, grandes bailes realizados nas sociedades locais; e na Oktoberfest, um festival das tradições alemãs. Em julho de 2008 a Oktoberfest de Igrejinha foi reconhecida pela assembleia legislativa como patrimônio cultural do estado do Rio Grande do Sul, e hoje ela é considerada o maior evento comunitário do país. O espírito comunitário da população é tão grande que mais de 10% dos habitantes (cerca 3 mil pessoas) trabalham voluntariamente durante a Oktoberfest.[carece de fontes?] O resultado final da festa é revertido em doações para entidades filantrópicas e públicas, das áreas da saúde, educação, segurança e cultural. Somente no ano de 2007 foram doados mais de 1 milhão de reais.
A cultura italiana é demonstrada na Festa dos Italianos, também chamado de Baile do Vinho.[carece de fontes?]

### Museus
A Casa do Imigrante ou Museu Professor Gustavo Koetz, é um centro cultural histórico sobre a vida do músico e professor Gustavo Koetz e sobre a colonização alemã no município.[carece de fontes?] Neste museu pode-se ver móveis e utensílios agrícolas dos imigrantes, além de instrumentos musicais e partituras das músicas compostas pelo professor. Outro museu de Igrejinha é o Memória da Oktoberfest, localizado na Vila Germânica do Parque de Eventos Almiro Grings (Parque da Oktoberfest). Este museu conta com um acervo de fotografias, dados, documentos e trajes típicos sobre a Oktoberfest de Igrejinha.[carece de fontes?]

## Turismo

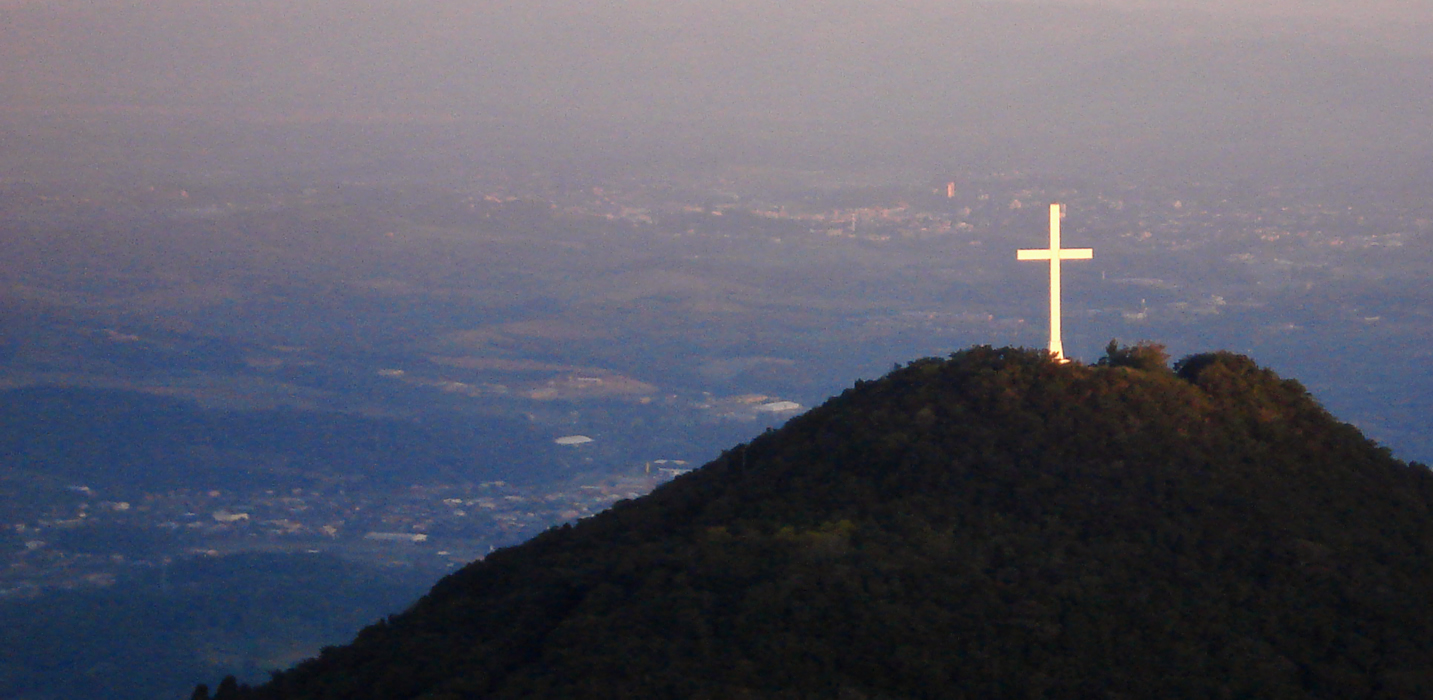
Morro da Cruz na localidade de Serra Grande

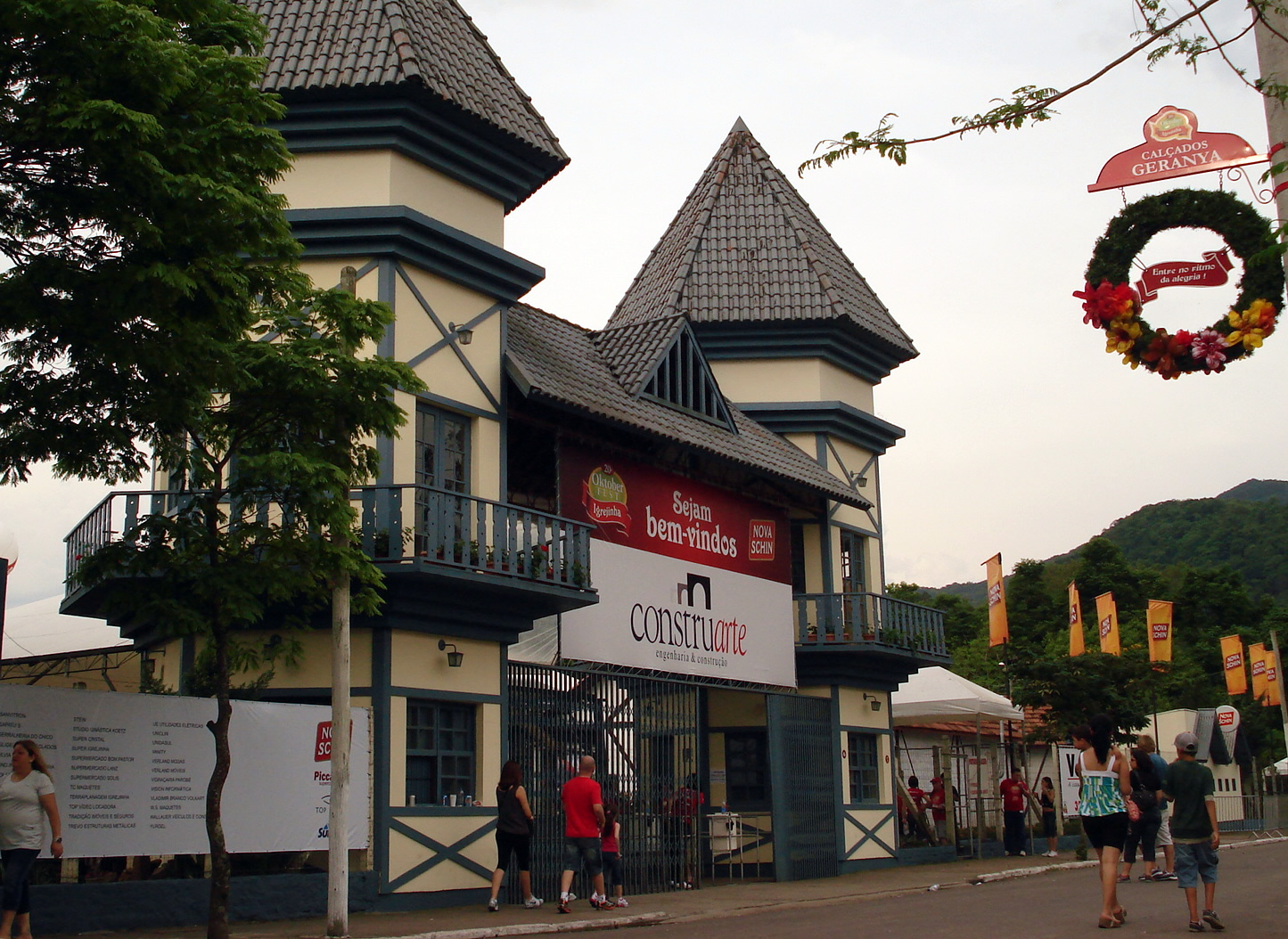
Pórtico do Parque da Oktoberfest de Igrejinha

Igrejinha é nacionalmente conhecida pelo turismo de compras de calçados. Localizada na principal rota de acesso à Região das Hortênsias, a cidade é ponto de parada dos turistas para compras de calçados e artigos de couro, nas lojas localizadas as margens da RS-115. O parque Ecoland, um parque ecológico privado com lagos, mata nativa e animais silvestres, atrai muitos turistas.
Localizada em uma região montanhosa o município possui diversas atrações naturais. Os principais atrativos são a Cascata de Solitária - localizada na localidade de mesmo nome, a Cascata dos Italianos - localizada em Linha Caloni, e a Toca dos Bugres - uma caverna também localizada em Linha Caloni que serviu de moradia para os índios habitantes da região. Algumas montanhas também atraem turistas como o Morro dos Alpes - o ponto mais alto do município com 773 metros de altitude, o Morro Alto da Pedra - localizado a 700 metros acima do nível do mar e utilizado para decolagens de Asa-delta e de Parapente (voo livre), e o Monte da Fé, mais conhecido como morro da cruz - um morro com cerca de 670 metros de altitude onde foi construída uma cruz com 30 metros de altura. Estes três morros estão localizados na localidade de Serra Grande.
O principal evento da cidade é a Oktoberfest, um festival das tradições germânicas, realizada anualmente no mês de outubro, desde 1988. Além do tradicional chope, o evento oferece ao público o melhor da gastronomia típica alemã, produtos coloniais, bandinhas e orquestras, shows nacionais, desfiles de rua, mostras culturais, concursos de chope em metro e jogos germânicos. A cada ano a festa recebe cerca de 200 mil turistas.
Outro evento importante é a Feira do Livro, realizada desde o ano 2001, durante a semana de aniversário de emancipação do município, no início do mês de junho. Em seus primeiros anos foi realizada na praça Dona Luiza, mas devido ao aumento do número de visitantes, desde o ano 2013 o evento é realizado no Parque de Eventos Almiro Grings.[carece de fontes?]
Um evento importante na cidade de Igrejinha foi a criação pela prefeitura do aplicativo de turismo em 2023, que marcou o início de uma nova jornada no desenvolvimento do turismo em Igrejinha, tanto rural como religioso.